# ヨンヌ県
ヨンヌ県 (ヨンヌけん、Yonne) は、フランスのブルゴーニュ＝フランシュ＝コンテ地域圏の県である。名称はセーヌ川の支流ヨンヌ川に由来する。県は都市部から魅力があるとみなされ、転出人口より転入人口が多い。この魅力により、年0.41%の人口増加率を伴うブルゴーニュの最も躍動的な県であることを維持し続けている。

## 由来
ヨンヌは前ラテン語でIca-OnaまたはIcaunaと呼ばれていた。ヨンヌ県民をイコーネ（Icaunais）、複数形でイコーネーズ（Icaunaises）というのは古名による。川は大規模な水上貿易の舞台となるだけでなく、突然荒れだすこともあった。

## 歴史
1771年当時、現在のヨンヌ県の北西部はフランス王ルイ16世の母方の伯父グザヴィエ・ド・サクスの領地となっていた。フランス革命中の1790年3月4日、県として新設された。かつてのブルゴーニュ、シャンパーニュ、オルレアネーの一部で構成されており、わずかにニヴェルネーとイル＝ド＝フランスの一部も含む。

ヨンヌ県の地図。1790年以前の旧州で色分けした図 : シャンパーニュ、ブルゴーニュ、オルレアネー、イル＝ド＝フランス、ニヴェルネー

## 地理
オーブ県、コート＝ドール県、ニエーヴル県、ロワレ県、セーヌ＝エ＝マルヌ県と接する。県は自然区分上の地方としてピュイゼ、フォルテルヌも含む。

### 気候
大陸性気候の傾向があり、ヨンヌ県の気候は気温のふり幅が大きく、夏は暑く冬は寒い。このため、2003年の熱波の間、オセールは大都市のうち最高気温を記録したコミューンになった（41℃）。県にはいくつかの異なった微気候があり、東西南北および中央部で違いが見られる。多くの場合、オセールを含むオセロワは乾燥していて暖かい。反対に、モルヴァンは降水量が高くなり、夏は冷涼で快適である。冬は頻繁に降雪があり、美しい雪景色をもたらす。

## 人口統計
| 1801年  | 1831年  | 1841年  | 1851年  | 1856年  | 1861年  | 1866年  |
| ------- | ------- | ------- | ------- | ------- | ------- | ------- |
| 320.596 | 352.487 | 362.961 | 381.133 | 368.901 | 370.305 | 372.589 |
| 1872年  | 1876年  | 1881年  | 1886年  | 1891年  | 1896年  | 1901年  |
| 363.608 | 359.070 | 357.029 | 355.364 | 344.688 | 332.656 | 321.062 |
| 1906年  | 1911年  | 1921年  | 1926年  | 1931年  | 1936年  | 1946年  |
| 315.199 | 303.889 | 273.118 | 277.230 | 275.755 | 271.685 | 266.014 |
| 1954年  | 1962年  | 1968年  | 1975年  | 1982年  | 1990年  | 1999年  |
| 266.410 | 269.826 | 283.376 | 299.851 | 311.019 | 323.096 | 333.221 |
| 2006年  | 2007年  |         |         |         |         |         |
| 340,091 | 341,416 |         |         |         |         |         |

参照元: SPLAF  et INSEE pour les années 2006 et 2007

## 主なコミューン
2007年時点で人口2000人以上のコミューンは22で、5000人以上の人口があるのは7であった。全国平均では人口の75%以上が人口2000人ほどの自治体に住んでいるのに対し、ヨンヌ県では県人口の42%が人口2000人以上の自治体で暮らしている。
| コミューン                         | 人口 2007 | 年 /1999  | コミューン                     | 人口 2007 | 年 /1999  |
| ---------------------------------- | --------- | --------- | ------------------------------ | --------- | --------- |
| オセール                           | 37,217    | == -1,6 % | ブリノン＝シュラルマンソン     | 3,150     | -2,8 %    |
| サンス                             | 25,843    | -3,9 %    | ポン＝シュル＝ヨンヌ           | 3,125     | == 0 %    |
| ジョワニー                         | 10,605    | 5,7 %     | アポワニー                     | 3,105     | 3,8 %     |
| ミジェンヌ                         | 7,373     | -9,8 %    | ヴィルヌーヴ＝ラ＝ギュイヤール | 2,924     | 13,5 %    |
| アヴァロン (ヨンヌ県)              | 7,366     | -10,6 %   | サン＝クレマン                 | 2,868     | == -0,7 % |
| ヴィルヌーヴ＝シュル＝ヨンヌ       | 5,293     | -2 %      | トゥシー                       | 2,671     | 2,7 %     |
| トネール                           | 5,274     | -11,8 %   | シュニー                       | 2,572     | == 1,4 %  |
| サン＝フロランタン                 | 4,993     | -13,1 %   | シャブリ                       | 2,472     | -4,8 %    |
| パロン                             | 4,488     | -7,7 %    | サン＝ジュリアン＝デュ＝ソー   | 2,353     | == 0,2 %  |
| モネトー                           | 3,826     | -9,4 %    | シュヴァンヌ                   | 2,153     | 10 %      |
| サン＝ジョルジュ＝シュル＝ボルシュ | 3,261     | 3,8 %     | シャンピニー                   | 2,038     | 7,9 %     |
| Source : Insee                     |           |           |                                |           |           |

## 観光
ヨンヌでは、古代遺跡、歴史的建造物、美術館、有名なワイン（シャブリやイランシー）、名物料理が楽しめる。
サンスのサンティテエンヌ大聖堂、サンス美術館（コンクのサント・フォワ修道院に次いで国内第2位の宝物を収蔵）、オセールのサン・ジェルマン修道院、ヴェズレーがある。

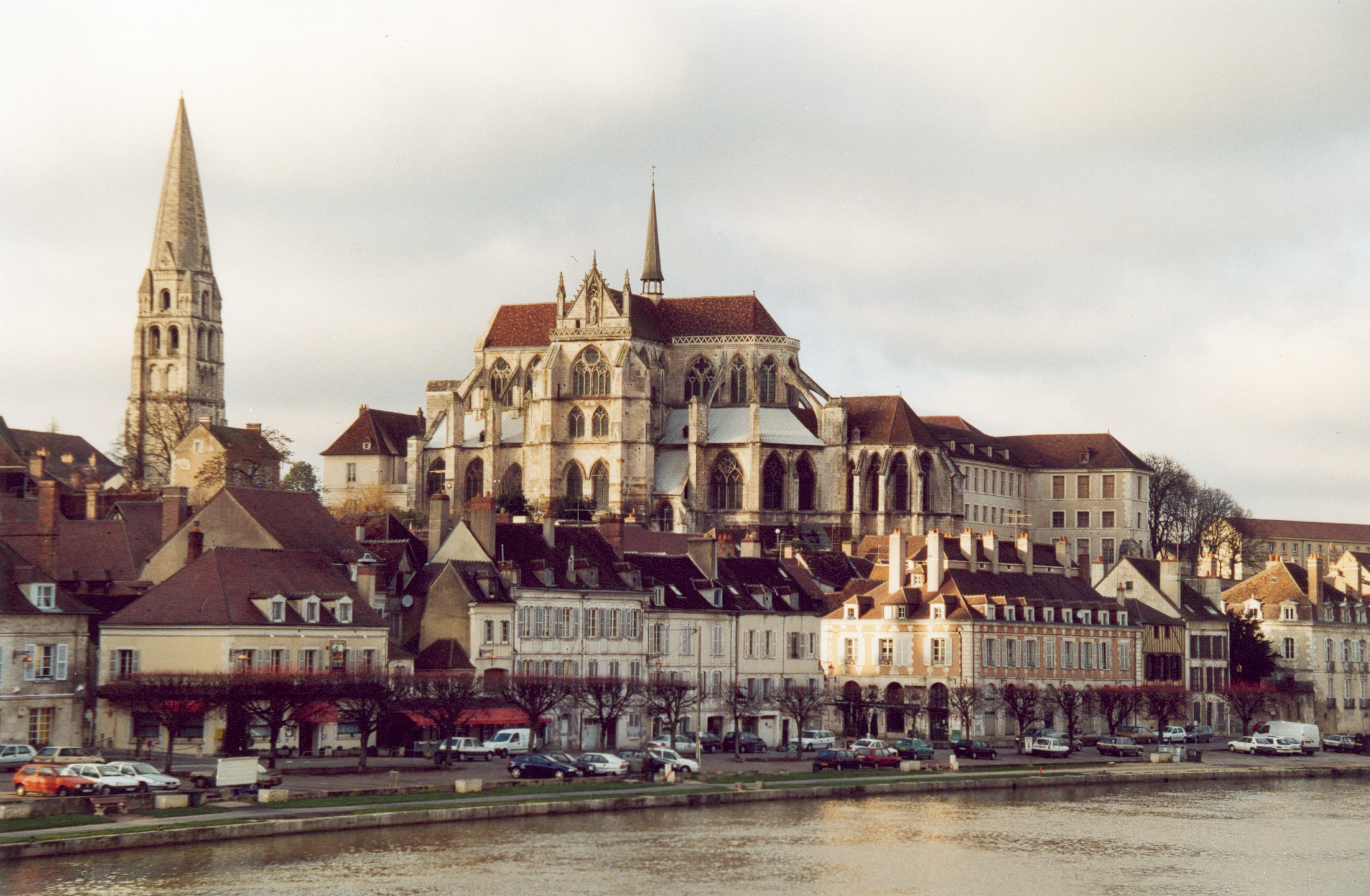
オセール
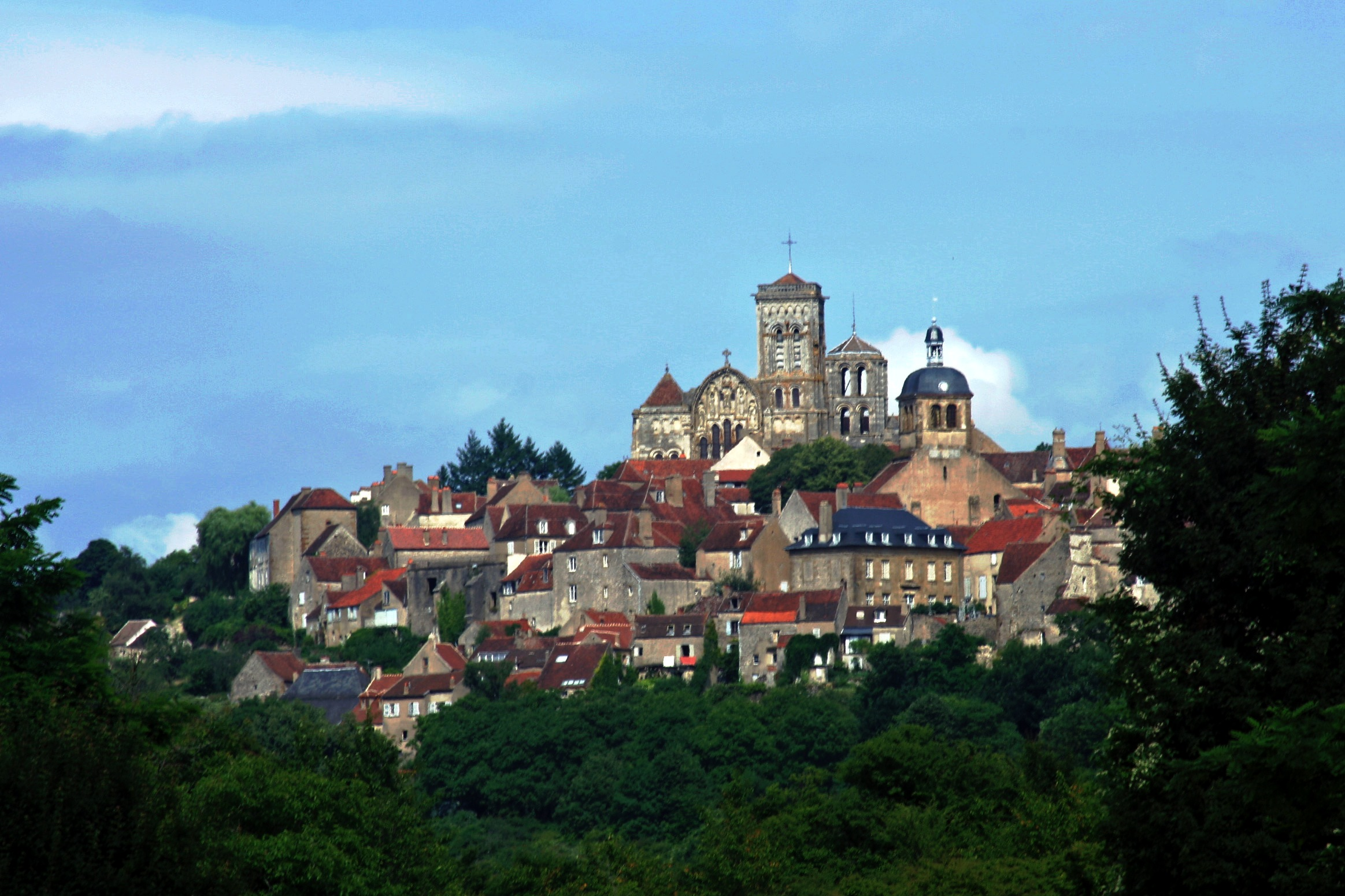
ヴェズレー
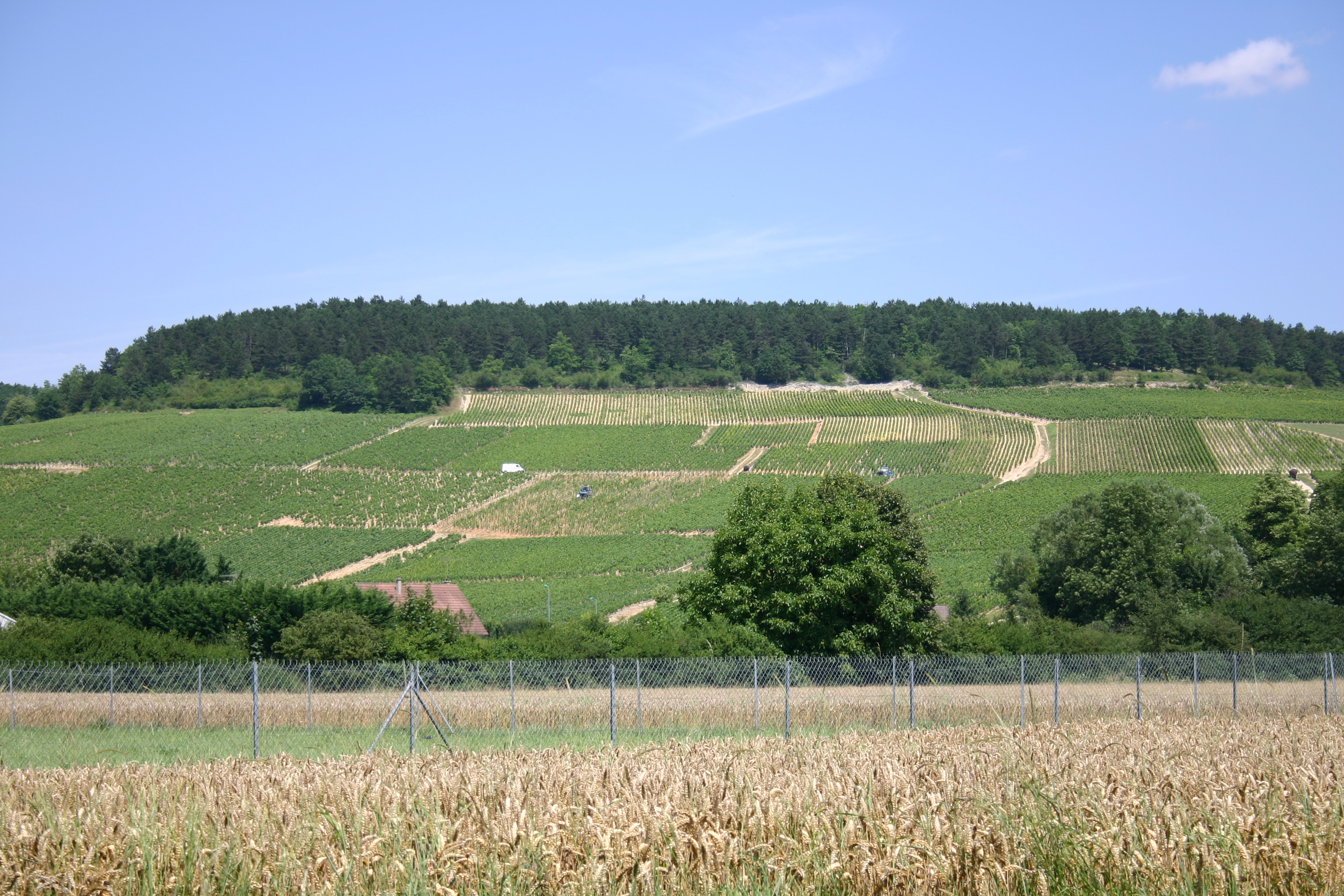
シャブリのブドウ畑
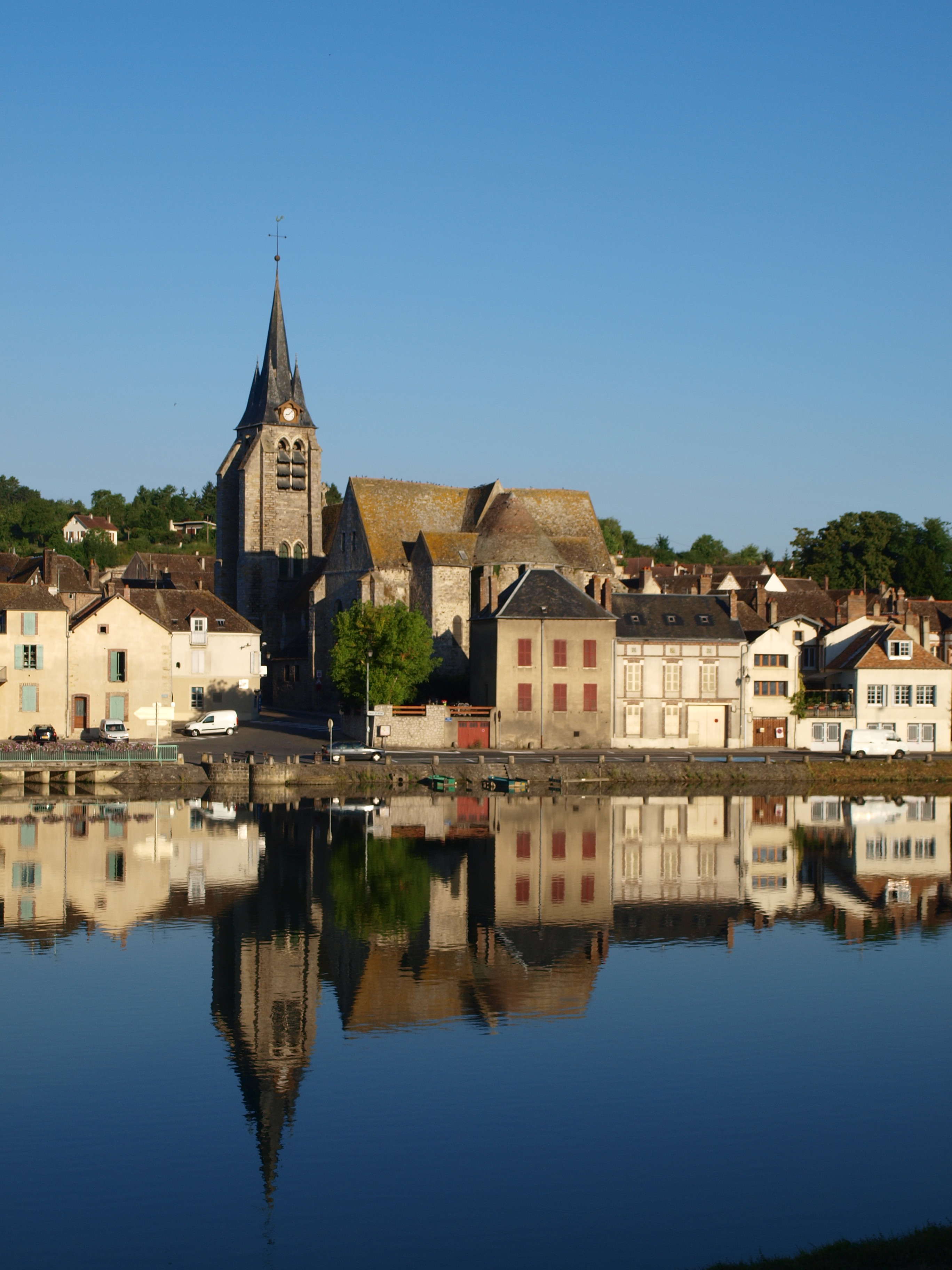
ポン＝シュル＝ヨンヌ
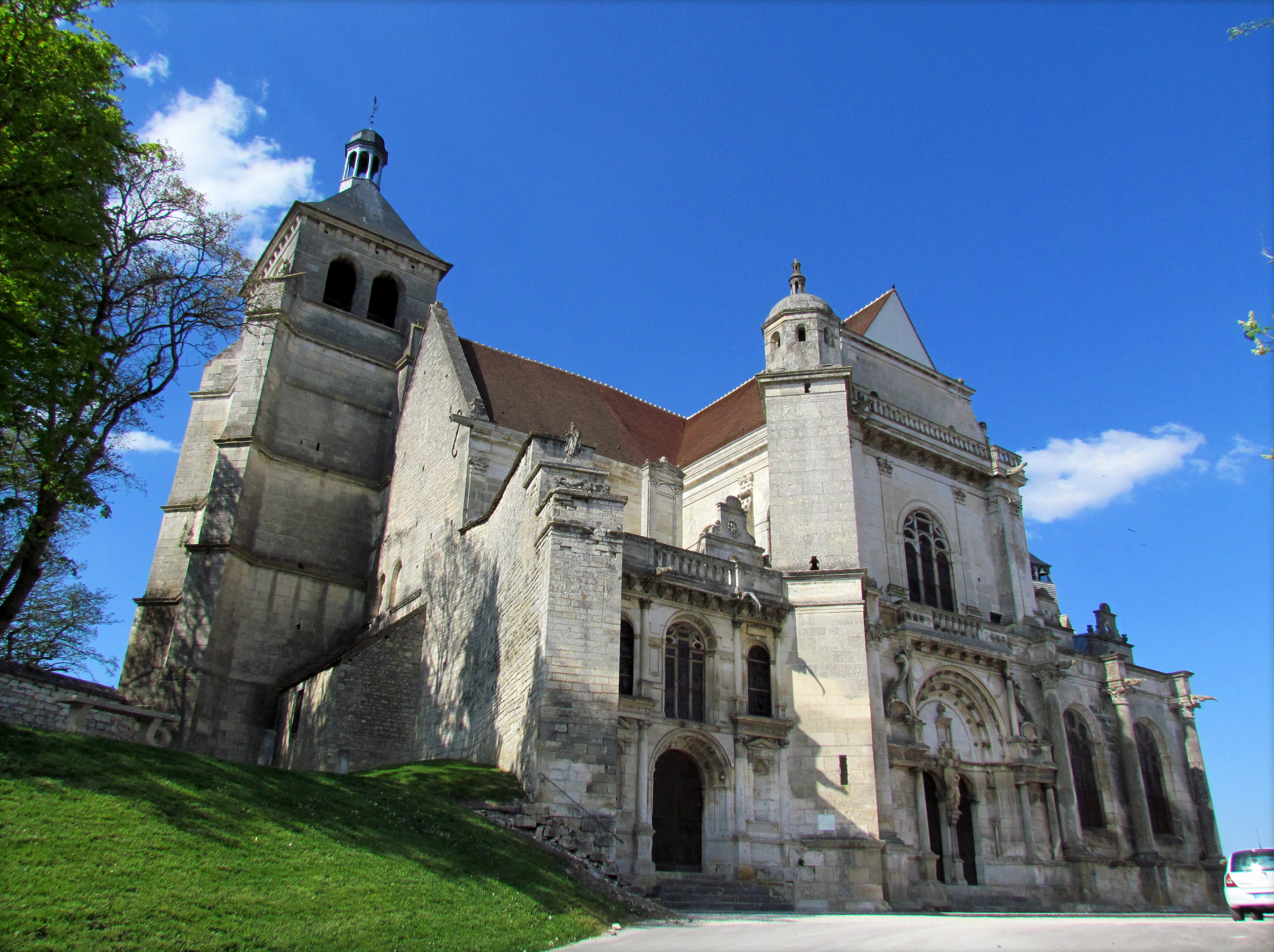
トネールのサン・ピエール教会